# Falu tingsrätt
Falu tingsrätt är en tingsrätt i Sverige med säte i Falun. Tingsrättens domkrets omfattar Avesta, Borlänge, Falu, Gagnefs, Hedemora, Ludvika, Smedjebackens och Säters kommuner. Tingsrätten med dess domkrets ingår i domkretsen för Svea hovrätt

## Administrativ historik
Vid tingsrättsreformen 1971 bildades denna tingsrätt i Falun av häradsrätterna för Falu domsagas södra tingslag och Falu domsagas norra tingslag. Domkretsen bildades av tingslagen. 1971 omfattade domsagan Falu kommun och Borlänge kommuner. Tingsplats är Falun. Borlänge var tingsplats till 1983.
1 september 2001 upphörde Leksands tingsrätt, Ludvika tingsrätt och Hedemora tingsrätt och ur deras domsagor övergick hit Gagnefs, Ludvika, Smedjebacken, Avesta, Säters och Hedemora kommuner.

## Lagmän
- 1971-1985: Carl-Anders Hallenberg[4]
- 1985-2000: Hans Sjöquist
- 2001-2011: Lars Eklycke
- 2011-2022: Lars-Erik Bergström
- 2022-: Johan Rosén